# Interstate 580 (Nevada)
Die Interstate 580 (kurz I-580) ist ein Interstate Highway im Nordwesten Nevadas. Als Zubringer der Interstate 80 schließt sie in Reno an das Interstate-Highway-System an, ist aber offiziell nicht ausgeschildert und nutzt die Trasse des U.S. Highways 395.

## Verlauf
Die Interstate 580 beginnt im Süden von Reno an der Neil Road. Sie passiert im Westen das Atlantis Casino Resort und an der Abfahrt 65 im Osten den Reno-Tahoe International Airport. Nach acht Kilometern endet die I-580 am Kreuz mit der Interstate 80 nordöstlich des Stadtzentrums nahe dem Governors Bowl Park.

## Planungen
Zwei Erweiterungsprojekte sollen den Highway insgesamt bis zur südlichen Stadtgrenze von Carson City, der Hauptstadt Nevadas, verlängern.